# Hepatocit
Hepatociti so jetrne parenhimske celice, ki predstavljajo 70–80 % citoplazemske mase tega organa. Te celice so vključene v sintezo beljakovin, skladiščenje beljakovin in ogljikovih hidratov, pretvorbo in sintezo holesterola, fosfolipidov in žolča in v procese razstrupljanja.